# Apanteles longicalcar
Apanteles longicalcar är en stekelart som först beskrevs av Thomson 1895.  Apanteles longicalcar ingår i släktet Apanteles, och familjen bracksteklar. Arten är reproducerande i Sverige. Inga underarter finns listade i Catalogue of Life.